# Perquie
Perquie – miejscowość i gmina we Francji, w regionie Nowa Akwitania, w departamencie Landy.
Według danych na rok 1990 gminę zamieszkiwały 294 osoby, a gęstość zaludnienia wynosiła 11 osób/km² (wśród 2290 gmin Akwitanii Perquie plasuje się na 886. miejscu pod względem liczby ludności, natomiast pod względem powierzchni na miejscu 336.).